# The Decemberists
The Decemberists е инди фолк рок група от град Портланд, щата Орегон, САЩ. Наречена е в чест на въстанието на декабристите в Русия през декември 1825 г.
Групата е в състав: Колин Мелой (Вокалист, ритъм китара), Джени Конлий (клавиши, пиано, орган, акордеон), Крис Фънк (Соло китара, мулти-инструменталист), Нейт Куери (бас) и Джон Моен (барабани).
Групата е известна както с текстовете на песните си, които често се фокусират върху исторически случки и/или фолклор, така и със своите живи изпълнения. Участието на публиката в концертите е част от всяко изпълнение и стига своя връх по време на биса. Групата изиграва различни сцени като морски боеве или стари битки, тематиката на които типично зависи от града, в който е шоуто.
Дебютното им EP, 5 Songs (б.п. 5 песни) е издадено със собствени средства през 2001 г. Седмият албум на групата What a Terrible World, What a Beautiful World е пуснат на 20 януари 2015 г. чрез Кепитъл Рекърдс, като това е четвъртият албум на групата с този лейбъл.
През 2011 г. песента Down By The Water от албума им The King is Dead (2011) е номинирана за Най-добра рок песен на 54-тите годишни награди Грами.

## Дискография
- Castaways and Cutouts (2002)
- Her Majesty the Decemberists (2003)
- Picaresque (2005)
- The Crane Wife (2006)
- The Hazards of Love]] (2009)
- The King Is Dead (2011)
- What a Terrible World, What a Beautiful World (2015)
- I’ll Be Your Girl (2018)
- As It Ever Was, So It Will Be Again (2024)